# X-MEN:アポカリプス
『X-MEN:アポカリプス』（原題: X-Men: Apocalypse）は、マーベル・コミックのスーパーヒーローチーム「X-メン」をベースとする、2016年のアメリカ合衆国のスーパーヒーロー映画。「X-MEN」映画フランチャイズの9作目で『X-MEN:フューチャー&パスト』（2014年）の続編。ブライアン・シンガーが監督、サイモン・キンバーグが脚本を務め、ジェームズ・マカヴォイ、マイケル・ファスベンダー、ジェニファー・ローレンス、オスカー・アイザックらが出演した。
本作は、1作目である『X-メン』へと繋がる内容となっており、シリーズ全体の歴史が一つとなると製作者は語っている。実際に、「X-MEN」が組織として正式に始動するまでが描かれるが、前作『フューチャー&パスト』にて歴史が改変されたため、直接的には1作目とは繋がらない、新たな時間軸の物語となっている。

## ストーリー
紀元前3600年。世界最初にして最強のミュータントであるエン・サバ・ヌール（通称“アポカリプス”）は、その強大な能力によって人々から崇拝の対象となり、古代エジプトを支配していた。彼は肉体が老いると他のミュータントの体に自分の魂を移すことで永い時を生き続けており、新たにヒーリング・ファクター能力を持つミュータントの体に魂を移そうとする。しかし、兵士たちの反乱により儀式は妨害され、彼は崩れ行くピラミッドの地下深くへと落下していくが、4人の騎士が命を賭して守護したことにより傷一つ負わず、瓦礫の中で長き眠りに着く。
1983年。前作でミュータントの存在が公になってから10年が経ち、世の中はミュータントを好意的に受け入れようとしていた。図らずもその立役者となった“ミスティーク”ことレイヴン・ダークホルムは、東独にある地下闘技場を訪れ、大きな翼を持つ“エンジェル”と、瞬間移動能力を持つ“ナイトクローラー”ことカート・ワグナーが、金網に覆われたリングで戦わされている様子を目撃する。レイヴンは発電機に過負荷をかけて混乱を起こすとカートを救出し、エンジェルもその場から脱走する。
その頃エジプトのカイロでは、ミュータントを神の再来としてあがめるカルト集団の1つが偶然にもエン・サバ・ヌールを目覚めさせてしまい、その様子をCIA工作員のモイラ・マクタガートも目撃していた。エン・サバ・ヌールが瓦礫から脱出するために放った強大な力は世界中に影響を与えており、ジーン・グレイは自身のテレパシー能力によって世界が滅びる未来を悪夢として見てしまう。彼女を含む多くのミュータントを受け入れ、保護・教育する「恵まれし子らの学園」の“プロフェッサーX”ことチャールズ・エグゼビアは、自身の世界最高と称されるテレパシー能力でセレブロを使い、かつてキューバ危機の際に共闘したモイラが事情を知っていることを知る。翌日、チャールズは仲間のアレックス・サマーズを伴ってCIA本部のモイラを訪ね、エン・サバ・ヌールについての情報を手に入れる。
一方で、地上へと出てカイロの下町を観察していたエン・サバ・ヌールは、窃盗を行うために天候を操る能力を持った少女オロロ・マンローを助け、彼女の家へと招かれていた。そこで自身の能力を使い、テレビを通して世界中の言語と情報を学習すると、世界の発展が誤りであると判断し、“浄化”することを決める。彼はオロロの能力を進化させ、自らの騎士とする。
レイヴンは闇商人であるキャリバンにカートの偽造パスポートを作らせ彼と別れるつもりだったが、かつての仲間であり潜伏生活を送っていた“マグニートー”ことエリック・レーンシャーが妻と娘を喪ったと知り、カートの能力を利用して「恵まれし子らの学園」へと急行する。2人が去った後、キャリバンの店にエン・サバ・ヌールがストームと共に現れ、強力な能力を持つミュータントの情報を要求してきた。キャリバンは口を閉ざすが、用心棒のサイロックはエン・サバ・ヌールによる能力強化を受けると、エンジェルの居場所へと案内する。エン・サバ・ヌールはエンジェルの傷付いた翼を生体金属へと生まれ変わらせ、サイロックに続いて3人目の騎士を手に入れる。密告が原因となって妻と娘を喪ったエリックは、自身の正体を密告した同僚がいる工場の従業員を皆殺しにしようとするが、そこにエン・サバ・ヌールたちが現れた。エン・サバ・ヌールは全従業員を一瞬で床に埋めると、最後の騎士としてエリックを迎え入れ、彼の能力も強化する。
レイヴンが訪れた「恵まれし子らの学園」では、アレックスの弟で、両目から破壊光線オプティック・ブラストを発射する能力に目覚めたばかりのスコット・サマーズが新たに編入しており、ジーンやカートを連れてショッピングモールへと無断で外出してしまう。CIA本部からモイラを連れて帰宅したチャールズは、再会したレイヴンからエリックの不幸を知らされると、セレブロを使ってエリックと交信し彼を保護しようとする。しかし、エリックは既にエン・サバ・ヌールへの協力を決めていて取り付く島がない。その場にいるエン・サバ・ヌールに気付いたチャールズは彼について探ろうとするも、逆にエン・サバ・ヌールによってセレブロが乗っ取られ、操られた兵士の手で世界中の核ミサイルが真上に向けて発射されていく。
セレブロはアレックスのオプティック・ブラストで破壊され、さらなる悪用は防がれるが、意識を失ったチャールズはエン・サバ・ヌールに連れ去られてしまった。さらに、それを防ごうとアレックスが放ったオプティック・ブラストが誤ってブラックバードのプロトタイプのエンジンに当たり、大爆発が起こってしまう。しかし幸いにも、10年前に助けたエリックが父と知り悩んでいたピーター・マキシモフが「恵まれし子らの学園」に到着し、爆発が起きる様子を目撃していた。ピーターは自身の超高速移動能力を使って、爆発を目の当たりにするモイラとレイヴンにハンク・マッコイ、学園内の教師や生徒たち、果てはペットの犬と金魚まで救出するが、爆発に最も近かったアレックスだけは既に犠牲となっていた。
直後に帰ってきたスコットが兄の死を知り慟哭していると、ストライカーが率いる部隊が突如として現れ、特殊兵器でモイラとミュータントたちを一斉に気絶させる。ストライカーはモイラ、ハンク、ピーター、レイヴンの4人を拉致するも、離れた場所にいたジーン、スコット、カートの3人は影響を受けていなかった。スコットたちはカートの能力でヘリに忍び込み4人を救出しようとするが、妨害装置の影響で能力を使用できず、そのままアルカリ湖の研究施設へ行き、そちらでの救出を試みることになる。
連れ去られたチャールズはエン・サバ・ヌールに従わされ、彼によって増幅されたテレパシー能力で世界中の人間とミュータントにエン・サバ・ヌールの言葉を届けさせられる。エン・サバ・ヌールはメッセージの最後、ミュータントに人々を襲わせようとするが、チャールズは逆に人々を守護するように伝えた上に、密かに自身がカイロにいることをジーンに伝えることに成功していた。
ジーンがメッセージの受け取りに集中したことでスコットたちの潜入が露見するものの、辿り着いた先で封印されていたウェポンXを解放したことで、研究施設の兵士は残らず彼に殺されてしまう。スコットたちは移動中にウェポンXに遭遇するが、ジーンが失われた記憶の一部を蘇らせることに成功すると、彼は雪の積もる森の中へ逃げていった。拉致された4人は無事に救出され、7人は研究施設の大型戦闘機に乗り込んでカイロへと向かう。
エン・サバ・ヌールはカイロの街を破壊すると同時に巨大なピラミッドを建造し、強化によって以前よりも強大な能力を得たエリックは世界中から金属を集めていた。チャールズはピラミッド内部に運び込まれ、エン・サバ・ヌールの新たな肉体として、その精神を移すための儀式が行われ始める。
カイロに到着した7人の内、レイヴンとピーターがエリックの説得を試み、モイラを除いた残り4人でチャールズを救出することになるが、ピラミッド外部ではオロロとサイロックが立ち塞がり、内部に瞬間移動したカートもエンジェルの急襲を受けていた。着々と進む儀式の影響でチャールズの頭髪は失われ、精神にも危機が訪れるが、間一髪のところでカートが到着して難を逃れる。カートたち4人の帰還を確認したモイラは戦闘機を発進させるが、エンジェルとサイロックによる襲撃から逃れるため、5人はカートの能力で脱出し、エンジェルは墜落する戦闘機と共に爆死する。
エリックの説得を続けていたレイヴンだったが、戦闘機の墜落を確認すると、ピーターと共に仲間のもとへと向かう。去っていくレイヴンたちを見送ったエリックは、かつてチャールズから掛けられた「まだ君の心はとても豊かだ。君の心には苦しみや怒りだけじゃなく善意も感じる」「君が必要だ」という言葉を思い出していた。
儀式の失敗により精神が移らぬまま目覚めたエン・サバ・ヌールは、チャールズを求めてピラミッド外部に現れる。そこをピーターが超高速移動で殴打していくが、動きを知覚したエン・サバ・ヌールによって動きを封じられてしまう。ピーターに止めを刺すべくサイロックが現れるが、それは変身したレイヴンであり、日本刀でエン・サバ・ヌールの首を切りつける。しかし、首の傷はヒーリング・ファクターによって瞬時に再生し、レイヴンは片手で首を絞められて変身が解けてしまう。レイヴンを救うため、チャールズは精神世界でエン・サバ・ヌールに立ち向かっていくが、逆に強大な精神力に手も足も出なくなってしまった。
現実世界でチャールズに近づくエン・サバ・ヌールの足を止めたのは、エリックが放った鉄骨だった。「私を裏切るのか？」というエン・サバ・ヌールの問いに、「俺は“俺たち（同胞であるミュータント）”を裏切っていた」と返したエリックは、絶え間なく攻撃を仕掛けていく。ハンクやスコットも攻撃に参加するが、エン・サバ・ヌールの強大な能力の前には通じず、次第に圧倒されていく。
そんな中でも決して諦めないチャールズは、ジーンに自身の力を解放するよう訴え、ジーンは自身に眠る強大な力（フェニックスフォース）を解放する。優勢だったエン・サバ・ヌールは劣勢に追い込まれ、一転して逃走を図るが、憧れるレイヴンの姿を見て心を改めたオロロも攻撃に加わったことでそれも叶わず、自身の死が運命であることを悟って消滅した。
戦いが終わり、無事に現実へと戻ってきたチャールズは、自ら消去したモイラの記憶を元に戻す。事態を静観していたサイロックは密かに姿を消していた。
時が経ち、「恵まれし子らの学園」に戻ってきた一行は、ジーンがエリックと共に建物を再建する様子を眺めている。ピーターはエリックに息子であることを言い出せないまま学園に残ることを決め、オロロもそれに同調した。エリックはチャールズの誘いを断って再び道を違えるが、昔のように友として笑顔で去っていく。レイヴンは学園に残り、スコット、ジーン、オロロ、ピーター、カートの5人を新たなX-MENとして任命する。5人がトレーニングルームで訓練を開始し、敵ターゲットである複数のセンチネルと対峙するところで、物語は幕を閉じる。
ポスト・クレジット・シーンでは、スーツ姿の男たちが清掃が行われているアルカリ湖の研究施設へとやって来て、ウェポンXの研究データを回収していく。X線写真や血液サンプルを納めた彼らのケースには「エセックス社（ESSEX CORP.）」のロゴがあった。

## 登場人物・キャスト
※括弧内は日本語吹替。
チャールズ・エグゼビア / プロフェッサーX
演 - ジェームズ・マカヴォイ（内田夕夜）
地上最強のテレパスであるミュータントにして、「恵まれし子らの学園」とX-MENの創設者。「恵まれし子らの学園」で多くのミュータントを保護しつつ、普通の人間と友好関係を築くために尽力している。
強力なテレパシー能力を求めていたエン・サバ・ヌールによって、精神を移す新たな体として狙われることになる。
エリック・レーンシャー / マグニートー
演 - マイケル・ファスベンダー（三木眞一郎）
磁力を操るミュータントにして、チャールズの親友。前作での所業によって追われる身となっており、ヘンリク・グルスキーという偽名を使ってポーランドで潜伏生活を送っていた。その中で妻と出会い、娘をもうけている。
エン・サバ・ヌールが遠因となって死に掛けた同僚を助けたことで正体が露見し、家族を守るために警察の拘束を受け入れるが、鳥類に襲われて混乱した警察官が持っていた弓矢を誤射したことで、妻と娘を喪ってしまう。警官たちを皆殺しにした後、勤めていた工場の全従業員も殺そうとするが、エン・サバ・ヌールによって黙示録の四騎士の最後の1人として迎え入れられ、再びX-MENと対立する。彼の能力強化によって地中深くや遥か遠くの金属も操れるようになった。
レイヴン・ダークホルム / ミスティーク
演 - ジェニファー・ローレンス（牛田裕子）
変身能力を持つミュータント。前作でニクソン大統領を含む多数の人間を救ったことから、世間からは英雄視されていると同時に、多くのミュータントに希望を与えた。
チャールズやエリックとは違う生き方を選んでおり、単独で世界各地を単独で飛び回り、見せ物にされたり弾圧や差別を受けているミュータントを救っている。ミュータントの裏世界では“傭兵ミスティーク”として知られている。
ハンク・マッコイ / ビースト
演 - ニコラス・ホルト（浅沼晋太郎）
野獣の姿と身体能力を持つミュータント。天才科学者でもあり、自身の作成した血清を定期的に投与することで、普段は普通の人間の姿をしている。「恵まれし子らの学園」におけるチャールズの右腕的存在。
モイラ・マクタガート
演 - ローズ・バーン（桑島法子）
CIAの高官。チャールズの元恋人で、彼らと協力しX-MENを創設した女性。前々作の終盤で、チャールズによってミュータントに関する記憶を消去されている。
ピーター・マキシモフ / クイックシルバー
演 - エヴァン・ピーターズ（吉野裕行）
超高速移動能力を持つミュータント。実はエリックの息子で、前作で対面したときにはその事実を知らなかった。
ジーン・グレイ
演 - ソフィー・ターナー（能登麻美子）
テレパシー能力とテレキネシスを操るミュータント。限定的な予知能力も有する。後のXｰMENの中心的メンバー。潜在的な能力はチャールズを上回るほどで、その強力すぎる力を恐れている。
スコット・サマーズ / サイクロップス
演 -  タイ・シェリダン（木村良平）
両目から破壊光線オプティック・ブラストを発射する能力を持つミュータント。
17歳前後の高校生。能力に目覚めたことで一般の学校から「恵まれし子らの学園」へとやってくる。当初は目を開くことができなかったが、ハンクが作った能力抑制用のサングラスを身につけたことで解消され、ジーンたち学園の生徒やカートと交友を深める。
アレックス・サマーズ / ハヴォック
演 - ルーカス・ティル（鶴岡聡）
オプティック・ブラストを操るミュータント。スコットの兄。前々作でX-MENを創設したメンバーの1人。本作ではオプティック・ブラストを胸と両腕から3発同時発射することが可能となっている。
カート・ワグナー / ナイトクローラー
演 - コディ・スミット＝マクフィー（内山昂輝）
瞬間移動能力と、青黒い肌に尻尾の姿を持ったミュータント。地下闘技場で見世物として戦わされていたところをレイブンに救われ、その後も彼女と行動を共にしていく。
移動可能範囲は視認できる場所か、過去に行ったことがある場所。自分に触れた相手も一緒に移動できるが、複数人での移動はエネルギーを大幅に消耗し、自身を含め5人を移動させた際は直後に気絶してしまった。
エン・サバ・ヌール / アポカリプス
演 - オスカー・アイザック（松平健）
人類初のミュータントとされる人物で、肌は緑がかった青色をしている。肉体が老いる度に他のミュータントの体に精神を移し、長きに渡って古代エジプトを支配していた。精神を移す儀式の間は無防備になるためか、傍らに実力を認めた四騎士を置く習慣がある。
復活した1983年の世界情勢を知ると、ミュータントの置かれた現状を嘆き、彼らに救済を与えるため、世界を支配することを目論む。
他のミュータントの能力を強化できる他、様々な能力を使用できる。作中で使用した能力は、物体を分子レベルで操る、テレビを通して世界中の言語や情報を学習する、別の場所にテレポートできるゲートを開く、テレパシー、ヒーリング・ファクター。
オロロ・マンロー / ストーム
演 - アレクサンドラ・シップ（志田有彩）
天候を操るミュータント。後のXｰMENの中心的メンバー。英雄視されるミスティークに憧れながら、カイロで窃盗を行う貧困生活を送っていたが、失敗し追い詰められたところをエン・サバ・ヌールに救われる。彼によって能力を強化させられ、四騎士の最初の1人となった。
サイロック
演 - オリヴィア・マン（東條加那子）
サイキックエネルギーを武器（剣や鞭）として扱う能力を持つミュータント。日本刀も使用。キャリバンのもとで用心棒として働いているが、来店するレイヴンを快く思っていない。エン・サバ・ヌールによって能力を強化されたことで四騎士の1人となった。
エンジェル
演 - ベン・ハーディ（濱野大輝）
背中に白く大きな翼を持ち、飛行能力を有するミュータント。地下闘技場のチャンピオンとして君臨していたが、カートとの戦いで左の翼に火傷を負い、満足に飛行できなくなってしまう。レイヴンが起こした混乱に乗じて脱走した後、訪ねてきたエン・サバ・ヌールによって生体金属の翼を与えられ、四騎士の1人となる。
前々作での昆虫状の羽根を持つ同名のミュータントとは無関係。
ウィリアム・ストライカー
演 - ジョシュ・ヘルマン（高橋広樹）
ミュータントを敵視する軍人。階級は大佐と、前作の少佐から昇進している。アルカリ湖にある研究施設でミュータントを捕らえて研究しており、その成果であるウェポンXを封印している。
ジュビリー
演 - ラナ・コンドル（下山田綾華）
火花を発する能力を持つミュータント。「恵まれし子らの学園」にいる女子生徒で、スコットらと共に無断外出する。
同名のキャラクターは『X-MEN』『X-MEN2』『X-MEN:ファイナル ディシジョン』にも登場している。
キャリバン
演 - トーマス・レマルキス（烏丸祐一）
スキンヘッドの闇商人。ミュータントの偽造パスポート作成や移動手段の手配などを行う。ミュータントの情報に精通しており、レイヴンの変身も見抜けると豪語するほど。レイヴンに好意的な態度で接し、エリックの情報を無償提供した。
ローガン / ウェポンX
演 - ヒュー・ジャックマン（クレジットなし）
ヒーリング・ファクター能力とアダマンチウム製の爪を操るミュータント。後のX-MENの中心的メンバーとなるウルヴァリン本人。ストライカーの研究施設において、記憶を消された状態で封印されているところをジーン達に発見され、解放されると兵士を皆殺しにするまで暴れまわった。
スタン・リー
演 - スタン・リー
エン・サバ・ヌールが世界中の核ミサイルを発射した際、不安そうに空を見上げる一般市民。一緒に登場する女性はスタンの実際の妻であるジョアン・リーである。

## 評価
RottenTomatoesでは289レビューで48%の評価となっている。興行収入は全米で1億5500万ドル、全世界で5億4300万ドルを記録している。いずれも前作『X-MEN:フューチャー&パスト』を超えることはなく、同年に公開されたスピンオフ映画である『デッドプール』がシリーズ最高の興行収入を記録する結果となった。